# Yigal Amir
Yigal Amir (em hebraico:  יִגְאָל עָמִיר), (Herzliya, 23 de maio de 1970) é um militante judeu ortodoxo de extrema-direita condenado por assassinar o Primeiro-ministro de Israel, Yitzhak Rabin, em 04 de novembro de 1995, após o termino de um comício em Tel Aviv. Yigal foi condenado a prisão perpétua em 1996 e posteriormente foi condenado por mais 6 anos por agravante de lesão, por ferir o guarda-costas Yoram Rubin, e 8 anos por conspiração de assassinato. Ele cumpre pena em uma prisão de segurança máxima no sul de Israel.